# Energized
| Recensione              | Giudizio    |
| ----------------------- | ----------- |
| AllMusic                | [ 2 ]       |
| Sputnikmusic            | 3.6 (Great) |
| Dizionario del Pop-Rock | [ 4 ]       |

Energized è il terzo album discografico dei Foghat, pubblicato dall'etichetta discografica Bearsville Records nel gennaio del 1974.
L'album si piazzò al numero 34 delle chart Billboard e fu il loro primo LP certificato disco d'oro dalla RIAA.

## Tracce
Lato A
1. Honey Hush – 4:19 (Lou Willie Turner)
2. Step Outside – 6:18 (Dave Peverett, Rod Price, Roger Earl, Tony Stevens)
3. Golden Arrow – 4:03 (Dave Peverett, Rod Price)
4. Home in My Hand – 5:09 (Dave Peverett, Rod Price)

Lato B
1. Wild Cherry – 5:27 (Dave Peverett, Rod Price, Roger Earl, Tony Stevens, Tom Dawes)
2. That'll Be the Day – 2:33 (Jerry Allison, Buddy Holly, Norman Petty)
3. Fly by Night – 4:47 (Tony Stevens)
4. Nothin' I Won't Do – 6:54 (Dave Peverett, Rod Price)

## Formazione
- ''Lonesome'' Dave Peverett - voce, chitarra
- Rod Price - chitarra, chitarra slide
- Tony Stevens - basso
- Roger Earl - batteria[7]

Note aggiuntive
- Tom Dawes - produttore
- Tony Outeda - coordinatore